# 겐로쿠 추신구라
겐로쿠 추신구라(元祿忠臣藏, The 47 Ronin)은 일본에서 제작된 미조구치 겐지 감독의 1941년 액션, 드라마 영화이다. 아라시 요시자부로 등이 주연으로 출연하였고 시라이 신타로 등이 제작에 참여하였다. 알려진 다른 제목은 47 로닌, 겐로쿠 주신구라 등이 있다.

## 출연

### 주연
- 아라시 요시자부로
- 이치카와 우타에몬

### 조연
- 카토 다이수케
- 카와라사키 초주로
- 카와라자키 쿠니타로
- 카와즈 세이자부로
- 미마스 만토요
- 미우라 미츠코
- 나카무라 카네몬
- 타카미네 미에코

## 제작진
- 원작자: 마야마 세이카
- 미술: 미즈타니 히로시